# Дальні печери
Дальні печери — частина Києво-Печерської лаври, охоплює як власне комплекс підземних споруд (печер), так і групу наземних будівель, що складають окремий архітектурний ансамбль. Разом з Ближними печерами складають так звану Нижню Лавру. У Дальніх печерах почивають мощі 51 канонізованого святого. Нині загальна довжина підземних коридорів Дальніх печер становить 293 метри, Варязьких — 200 метрів. У 1988 році Дальні печери рішенням уряду були повернуті відродженому Києво-Печерському монастирю (у складі УПЦ МП).

## Історія
Одного з засновників Києво-Печерського монастиря преподобного  Феодосія було поховано у 1074 р. у його келії в Дальніх печерах, які по імені святого називають також Феодосієвими. Мощі преподобного були віднайдені у 1091 р. і урочисто перенесені до  Успенського собору. У 1240 р., коли війська хана Батия захопили Київ, мощі славетного ігумена, щоб уникнути опоганення були заховані. Місце приховання трималося в таємниці і згодом забулося. Є припущення, що вони поховані або під спудом Успенського собору, або у Дальніх печерах.
Дальні печери були засновані як цілком окремий комплекс. Вивчення їхньої історії ускладнюється тим, що в них не провадились планомірні археологічні дослідження.
На думку дослідників, найдавнішою частиною комплексу Дальніх печер слід вважати Варязьку печеру, оскільки саме з нею пов'язується виникнення самого монастиря. В наш час паломників у цю печеру не пускають через обвали, які часто стаються там.
Під час розкопок 1988 р. було відкрито келію преподобного Феодосія, яка була викопана ним не пізніше 1058 р. Склепіння цього приміщення — в ідеальному стані. Біля келії преподобного розташовано найбільшу печерну споруду Лаври —  Феодосіївську церкву. 
На даний час у Дальніх печерах знаходяться три підземні церкви: Різдва Христового, преподобного Феодосія та Благовіщення Пресвятої Богородиці. Остання є найдавнішою підземною церквою Дальніх печер та всієї Києво-Печерської Лаври.
Напроти церкви Різдва Христового знаходиться ніша, де в скляних і металевих посудинах зберігаються тридцять святих мироточивих глав.
Первісно підземні церкви були набагато менші за розмірами і значно скромніше оздоблені. Та вже в першій половині XVII ст. підземні церкви Дальніх печер було розширено до сучасних розмірів. Тоді їхні плани набули асиметричної форми. Підлогу цих церков вимощено у 1826 р. прямокутними чавунними плитами, деякі з яких вкриті нескладним орнаментом.
Перші заходи щодо реконструкції Дальніх печер, як і  Ближніх, провадилися ще за  Петра Могили.